# VIA Gra
VIA Gra (Russisch en Oekraïens: ВИА Гра) is een Oekraïens meidengroep bestaande uit Erika Herceg, Olga Meganskaja en Oeljana Sinetskaja.

## Geschiedenis

### Beginjaren
Oprichter Dmitri Kostjoek was de eigenaar van de Oekraïense televisiezender Biz-TV, een van populairste muziekzenders in dat land. Naar het idee van meidengroepen zoals de Spice Girls wilde hij er zelf een creëren. Hij nodigde componist Konstantin Meladze uit, die toen als producer op zijn televisiekanaal werkte. Het eerste lid werd Aljona Vinnitskaja, die presentatrice was op Biz-TV. Via open audities probeerden Kostjoek en Meladze de twee andere leden te vinden. Dit werden in eerste instantie Joelia Mirosjnitsjenko en Marina Kasjtsjin. Het trio nam verschillende nummers op en begon zelfs aan de videoclip van hun toekomstige single, maar na een tijdje besloten Kostjoek en Meladze om met het project te stoppen. Later begonnen de twee opnieuw aan het project, waarbij ze dit keer van een duo uitgingen. Leadzangeres Aljona Vinnitskaja bleef en als tweede kwam Nadezjda Granovskaja. De eerder opgenomen liedjes werd opnieuw opgenomen en de videoclip voor hun debuutsingle werd opnieuw gefilmd.
Over de oorsprong van de naam VIA Gra zijn verschillende theorieën. Het duo zou in eerste instantie Serebro heten.  Later werd besloten dat de groep zijn huidige naam zou krijgen. VIA Gra is een woordspeling op de medische pil viagra. VIA kan namelijk in het Oekraïens ook staan voor Vocaal en instrumentaal ensemble en Gra is Oekraïens voor spelletje. Een andere theorie is dat het een afkorting is van de eerste twee leden van de groep. VIA zou staan voor de eerste twee letters van Vinnitskaja en de eerste letter van Aljona, Gra zou staan voor de eerste drie letters van de naam Granovskaja.
De video voor hun eerste single Popytka № 5 werd voor het eerst vertoond op Biz-TV op 3 september 2000. Doordat de clip veel op het televisiekanaal verscheen werd het al vrij snel een hit in Oekraïne en haalden bij verschillende hitlijsten in dat land de toppositie.  Op 31 augustus werd er een contract gesloten met Sony Music, voor vijf albums. Hierbij werd ook hun internationale naam Nu Virgos vastgesteld.
In 2002 moest Granovskaja het duo verlaten vanwege zwangerschap. Kostjoek en Meladze wilden doorgaan met project, maar wilden niet dat Vinnitskaja het enige lid was van de groep. De twee maakten bekend dat ze open audities hielden om Granovskaja te vervangen. De winnaar van de audities werd model Tatjana Najnik. Zij had echter totaal geen ervaring met producenten, waardoor werd besloten om een derde lid te zoeken. Dit werd Anna Sedokova en daardoor was het voor het eerst dat Vinnitskaja niet alleen de leadzangeres was. In mei 2002 werd het liedje Stop! Stop! Stop! uitgebracht. Kort daarna, in september, kwam Granovskaja weer terug in de groep nadat ze was bevallen van een zoon. De producenten van de groep twijfelden of dit de juiste formatie kon zijn, de groep bestond nu namelijk uit vier leden. Ze besloten dat twee brunettes te veel waren voor één groep en daarom moest Najnik de groep verlaten.

### Gouden formatie
Januari 2003 verliet Vinnitskaja de groep, waardoor Anna Sedokova weer de enige leadzangeres werd. De groep werd versterkt door Vera Brezjneva. De formatie Sedokova-Brezjneva-Granovskaja wordt ook wel de Gouden formatie genoemd vanwege het grote succes dat deze bezitting binnenhaalde. Deze formatie bracht het derde album Stop! Stop! Stop! uit, het album werd in Rusland en Hongkong met goud bekroond en in Thailand met platina. De groep ging later dat jaar op promotietour naar Japan. De groep had daar succes en had van het laatste album al binnen drie dagen 30000 exemplaren verkocht.
De groep toonde interesse om Rusland te vertegenwoordigen op het Eurovisiesongfestival 2004, maar een producer van Pervyj Kanal maakte al vrij snel duidelijk dat dit niet het geval zou zijn. In 2004 werd een Engelse versie van het nummer Stop! Stop! Stop! opgenomen. Dit liedje haalden ook de hitlijsten buiten de voormalige Sovjet-Unie, onder andere in Noorwegen, Finland en Israël.

### Schandalen en jubileum
Mei 2004 verliet Sedokova de groep vanwege haar zwangerschap. Ook al was Sedokova erg geliefd bij fans en muziekexperts, een vervanger werd echter wel gekozen: Svitlana Loboda. Door de vele kritiek op haar en de vergelijkingen met Sedokova, besloot Loboda in september 2004 uit de groep te stappen. Albina Dzjanabajeva werd de nieuwe leadzangeres. Tijdens deze formatie liep het contract met Sony Music af en de platenmaatschappij wilde geen nieuw contract voor de groep.
Eind 2005 kwam de groep in de problemen. De producenten wilden met het project stoppen vanwege een gebrek aan creativiteit, daarbij zou hebben gespeeld dat zowel Granovskaja als Brezjneva met de groep wilden stoppen. Nadat deze problemen grotendeels opgelost waren verliet Granovskaja alsnog de groep. Daardoor werden er weer audities gehouden voor een nieuw derde groepslid. De audities werden gewonnen door Olga Korjagina, maar zij kwam niet in de groep. Het nieuwe lid werd Hristina Kots-Hoblib. Doordat Kots-Hoblib en de twee andere leden van de groep het niet met elkaar konden vinden werd Olga Korjagina toch toegelaten en verliet Kots-Hoblib de groep.
De volgende jaren haalden de groep maar matige prestaties in de hitlijsten. Korjagina verliet de groep in april 2007 en Brezjneva een paar maanden later. De groep bestond tot maart 2008 uit een duo tussen Albina Dzjanabajeva en Meseda Baraoedinova, daarna werd het samen met Tatjana Kotova weer een trio. Het was de enige keer dat VIA Gra volledig uit Russinnen bestond.
In 2008 was er een groot schandaal rond de producenten en een aantal van de huidige en voormalige groepsleden. Sedokova, Najnik en Loboda gaven in verschillende interviews aan dat ze problemen hadden gehad met de producenten, die onfatsoenlijk tegen hen waren geweest. Tijdens het Oekraïense programma Tolko pravda, waarbij deelnemers aan een leugendetector worden gezet en vragen worden gesteld, kreeg Svitlana Loboda de vraag of ze een intieme relatie moest hebben met een van de producenten om in VIA Gra te komen en er in te blijven. Loboda gaf aan dat dat niet zo was, maar de leugendetector gaf aan dat ze loog. Later werd bekend dat Albina Dzjanabajeva een zoon van Valeri Meladze had gehad gekregen in 2004. Valeri Meladze was de broer van Konstantin Meladze en had in die tijd verscheidene duetten met de groep gemaakt. Daarbovenop was Meladze toentertijd getrouwd en had met zijn vrouw al drie kinderen.
Toen in 2009 Granovskaja besloot om weer terug te komen in VIA Gra moest Meseda Baraoedinova de groep verlaten. Na vele problemen met het producententeam en een slechte relatie met haar medelid Albina Dzjanabajeva verliet Kotova de groep ook. Dit keer werd de vervanger zonder audities gekozen. Het werd Eva Boesjmina, die eerder dat jaar Fabrika Zirok in Oekraïne had gewonnen.
6 november 2010 werd er een groot concert ter ere van het tienjarig jubileum van de groep gehouden. Naast de toen huidige leden, traden er ook een aantal voormalige leden van de groep op. De leden die in het verleden kritiek hadden getoond op de producenten zoals Loboda en Kotova waren niet welkom. Ook Kots-Hoblib en Najnik waren niet uitgenodigd.

### Einde originele VIA Gra
Begin 2011 deden roddels de ronde dat VIA Gra snel zou stoppen. De populariteit van de groep was in de jaren ervoor sterk gedaald en de producenten konden de concerttickets aan de straatstenen niet kwijtraken. Van de tachtig geplande concerten in Oekraïne vonden er maar vijftien plaats. Ook trok Dmitri Kostjoek, een van de medeoprichters, zich terug als producer van de groep.
November 2011 moest Granovskaja de groep weer verlaten vanwege zwangerschap. Zo werd Santa Dimopoulos lid van de groep, die ook had deelgenomen aan Fabrika Zvozd in het seizoen van Eva Boesjmina. Konstantin Meladze had kort daarvoor al bekendgemaakt dat Albina Dzjanabajeva de groep binnen een halfjaar zou gaan verlaten om een solocarrière te starten. Op 25 november 2012 maakte Konstantin Meladze officieel bekend dat de groep zou stoppen per 1 januari 2013. Het duo Dzjanabajeva-Boesjmina zou tot die tijd VIA Gra blijven en er zouden geen nieuwe veranderingen komen in de opstelling.

### Nieuwe VIA Gra
Begin december 2012 werd bekend dat het concept VIA Gra echter niet zou stoppen. Er zou namelijk een televisieshow komen waarin er drie nieuwe leden voor VIA Gra gevonden zouden worden. Dit werd de show Chotsjoe v VIA Gra (Russisch voor Ik wil in VIA Gra) die in vier verschillende landen (Rusland, Oekraïne, Wit-Rusland en Kazachstan) zou worden uitgezonden. In deze landen werden ook de audities gehouden. Op 23 oktober 2013 werden de drie Oekraïense zangeressen Erika Herceg, Misja Romanova en Anastasia Kozjevnikova met een meerderheid van de stemmen verkozen tot de nieuwe leden.
Hun debuutsingle werd het nummer Peremirie, wat een nummer 1-hit werd in Oekraïne. De videoclip van hun tweede single Oe menja pojavilsja droegoj werd een van de meeste bekeken Russische video's op YouTube in 2014. In 2015 bracht de nieuwe formatie haar eerste album uit, een verzamelalbum van zowel oude als nieuwe VIA Gra nummers.
In 2018 verliet zowel Romanova als Kozjevnikova de groep. Romanova wilde een familie beginnen en Kozjevnikova wilde solo verder. Ze werden vervangen door de Russinnen Olga Meganskaja en Oeljana Sinetskaja.